# Federico Ashton
Federico Ashton (Milano, 3 marzo 1836 – Passo del Sempione, 6 febbraio 1904) è stato un pittore italiano.

## Biografia
Nato a Milano da padre inglese e madre fiorentina, nel 1861 abbandona gli studi letterari e segue le orme del fratello Luigi, iscrivendosi all’Accademia di Belle Arti di Brera dove frequenta, insieme a Eugenio Gignous, la Scuola di paesaggio en plein air di Luigi Riccardi e Gaetano Fasanotti e la Scuola di Litografia di Michele Fanoli.
In seguito, influenzato dalle opere del naturalista svizzero Alexandre Calame, si specializza nella riproduzione dal vero di soggetti montani di gusto romantico, tratti in particolare nelle vallate dell’Ossola e del Cantone Vallese in Svizzera.
Dal 1872 al 1880 si trasferisce a Roma, dove lavora come maestro d'arte e successivamente a Pallanza, sul Lago Maggiore, dove è attivo un importante nucleo di intellettuali e artisti, fra i quali alcuni tra i principali esponenti del Naturalismo lombardo come Daniele Ranzoni, Arnaldo Ferraguti, Achille Tominetti e l'amico Eugenio Gignous.
In questo periodo espone alle principali rassegne di tutto il Mondo, come Vienna (1873), New York e Londra (1874), Philadelphia e Santiago del Cile (1875).
Dal 1892, ospite del Cavalier Luigi De Antonis risiede stabilmente a Domodossola, punto di partenza per escursioni nelle vallate ossolane e svizzere, dipingendo valli, alpeggi, paesi, passi, ghiacciai; in questo periodo, diviene socio onorario della Società Benvenuto Tisi da Garofalo e dell'Accademia Raffaello di Urbino.
Estraneo alle nuove correnti artistiche di fine secolo, riduce la partecipazione alle Esposizioni e si dedica all'esplorazione montana: nel 1904 muore cadendo in un burrone nel passo di Kaltwasser, nel Valico del Sempione, è sepolto nel cimitero del borgo vallese di Simplon Dorf.
Nel 2003 viene allestita la retrospettiva Federico Ashton pittore della montagna, organizzata dal Museo del Paesaggio di Verbania.

## Stile
Noto come Il pittore delle montagne, l'austero Ashton è uno dei principali esponenti della riproduzione naturalistica romantica del soggetto alpino, ottenuta con elementi drammatici ed emozionali, dove risaltano la solennità della natura e la resa oggettiva dei dettagli e dei differenti effetti di luce, con precisione quasi fotografica.
Ne risultano paesaggi di grande effetto spettacolare dove non si cerca la dimensione del simbolismo, della spettacolarità o grandiosità, ma realismo e trasparenza rese da un abitante della montagna, che ne conosce i tratti quotidiani e le sue genti, ritratte come puri elementi del paesaggio, parificati agli animali in qualità di abitanti della natura. 
Frequente, nella sua maturità artistica, l'uso dell'acquerello (Baite a Testa, Macugnaga) tramite il quale evidenzia con maggiore risalto gli effetti di colori e luci.

## Esposizioni principali
- 1859, Esposizione di Brera con Un bivacco dell'esercito francese
- 1863, Promotrice di Torino con Torrente in una foresta, Il Monte Rosa visto dalla Valle Vigezzo e Il Ticino a Sesto Calende[8]
- 1864, Promotrice di Torino con Chalets in Valle Bedretto presso Airolo
- 1866, Promotrice di Genova con Alpe Quattro Cantoni, Svizzera, Il ghiacciaio di Finkeraahorn, Svizzera e Casolare nel Bernese
- 1867, Promotrice di Firenze con Il ghiacciajolo di Finsteraar, Il fiume Aar nell'Oberland Bernese, Hermance sul Lago di Ginevra e Il mare di ghiaccio vicino a Chamouny
- 1867, Esposizione di Brera con Valico del Sempione
- 1869, Promotrice di Torino con Bosco d'autunno sulle Alpi Bernesi e Il Lago di Ginevra nelle vicinanze di Thounon
- 1869, Esposizione di Brera con Il villaggio di Münster nell'alto Vallese, Il villaggio del Bosco e Strada sulla Grimsel, nell’Oberland Bernese
- 1870, Esposizione Nazionale di Parma con Villaggio di Munster nel Cantone Vallese
- 1871, Esposizione di Brera con Vicinanze di Chonon sulla costa savoiarda del lago di Ginevra e Pestarena. Costumi della Valle Anzasca, (Piemonte)
- 1872, Esposizione di Brera con Una strada a Zermatt, Palude di Bouveret e Un mulino a Zermatt
- 1876, Esposizione di Brera con Il lago del Rifielhorn a Zermatt, Casolari a Macugnaga, Il fiume Zmutt a Zermatt e Un ricordo del Monte Cervino a Zermatt
- 1876, Esposizione Internazionale di Philadelphia con Bosco di faggi con pecore (premiato con medaglia d'argento) e Paesaggio
- 1877, Promotrice di Torino con Capanne a Macugnaga, Una strada vicino al Monte Rosa, Alpe nel Grimsel
- 1877, Esposizione Nazionale di Napoli con Lago di Ginevra e Pescatori negli stagni di Piediluco
- 1880, Promotrice di Torino con Bosco di faggi con pecore, Lago di pesci in Valle Formazza, Palude a Bouveret e Fiume Toce
- 1881, Esposizione di Brera con Lago di Zermatt, Strada di Vall'Anzasca, Chalet a Macugnaga e Foresta delle Alpi
- 1883, Esposizione di Roma con Il villaggio di Ceppomorelli in Valle Anzasca, Strada in Valle Anzasca, Il lago dei 4 Cantoni a Fiora e Pesca nello stagno[9]
- 1883, Esposizione di Brera con Palude di Bouveret, Interno del villaggio di Ceppomorelli, in Valle Anzasca, Il lago dei Quattro Cantoni a Fiora e Un mattino in Valle Anzasca
- 1885, Esposizione di Brera con In riva al Lago Maggiore, Strada al Monte Rosa, Valle Anzasca, Case rustiche a Ceppo Morelli, Valle Anzasca, Interno del villaggio di Leser, Lago Maggiore
- 1896, Prima Triennale di Torino con Il laghetto delle Streghe sull'Alpe di Veglia al tramonto
- 1897, Terza Esposizione Triennale dell'Accademia di Brera con Monte Leone (Alpe Veglia).

## Opere principali
- L'Arco di Augusto ad Aosta (1868), olio su tela, Castello Gamba, Châtillon
- Aosta dal vero (1868), olio su tela, collezione Unicredit, Milano
- Le paludi di Bouveret, Lago di Ginevra (1872), olio su tela, collezione privata
- Bosco di faggi a Macugnaga (1876), olio su tela, collezione privata
- Alpe Devero (1878), olio su tela, Musei Civici di Domodossola
- Veduta di Domodossola (1878), olio su tela, Musei Civici di Domodossola
- Hótel Monte Rosa a Macugnaga (1881), olio su tela, collezione privata
- Monte Weisshorn e Lago Riffel a Zermatt (1881), olio su tela, Museo d'Arte Contemporanea, Ferrara
- Case a Leukerbad (1883), olio su tela, collezione privata
- Il villaggio di Ceppomorelli in Valle Anzasca (1883), olio su tela, Museo del paesaggio, Verbania
- Fiume Anza in Valle Anzasca (1885), olio su tela, collezione privata
- Pecetto di Macugnaga e il Monte Rosa (1887), olio su tela, Museo del Paesaggio, Verbania
- Valle Vigezzo (1889), olio su tela, collezione privata
- Cascata del Toce in Valle Formazza (1890), olio su tavola, Museo del Paesaggio, Verbania
- Gola di Gondo. Paesaggio montano (1890), olio su tavola, Museo del Paesaggio, Verbania
- Macugnaga (1891), olio su tela, collezione privata
- Un mattino in Valle Vigezzo (1892-1904), olio su tela, Diocesi di Faenza-Modigliana
- Lago di Antillone (1894), olio su tela, Galleria Giannoni, Novara
- Lungo una vecchia strada (mulattiera da Varzo a San Domenico) (1896), olio su tela, collezione privata
- Veduta di Varzo (1896), olio su tela, collezione privata
- Monte Leone (Alpe Veglia) (1896-1897), olio su tela, Galleria Giannoni, Novara
- Lago d'Avino e Monte Leone (1897), olio su tela, collezione privata
- Un tramonto in Valle Maggia (s. d.), olio su tela, Diocesi di Faenza-Modigliana
- Paesaggio della svizzera tedesca (s. d.), olio su tela, Ospedale Sant'Anna, Como
- Monte Rosa a Macugnaga (Pecetto di Sopra) (s. d.), olio su tela, collezione privata
- Lago delle streghe o lago del Vallaro (Alpe Devero) (s. d.), olio su tela, collezione privata.